# Churchite-(Dy)
La churchite-(Dy) è un minerale non approvato dall'IMA perché non sono stati forniti dati quantitativi. Le analisi su un campione diverso hanno mostrato che si tratta di churchite-(Y).